# جولای بیتس
جولای بیتس (نام علمی: Ploceus batesi) نام یک گونه از سرده جولاها است.
زیستگاه طبیعی آنها جنگل های کم ارتفاع مرطوب یا گرمسیری است. زیستگاه این پرندگان در معرض تهدید است.
این پرنده به گفته معتقدان با پرنده جولای اجتماعی خیلی تشابه اسمی و شکلی دارد.